# شرطة غيتو اليهودية

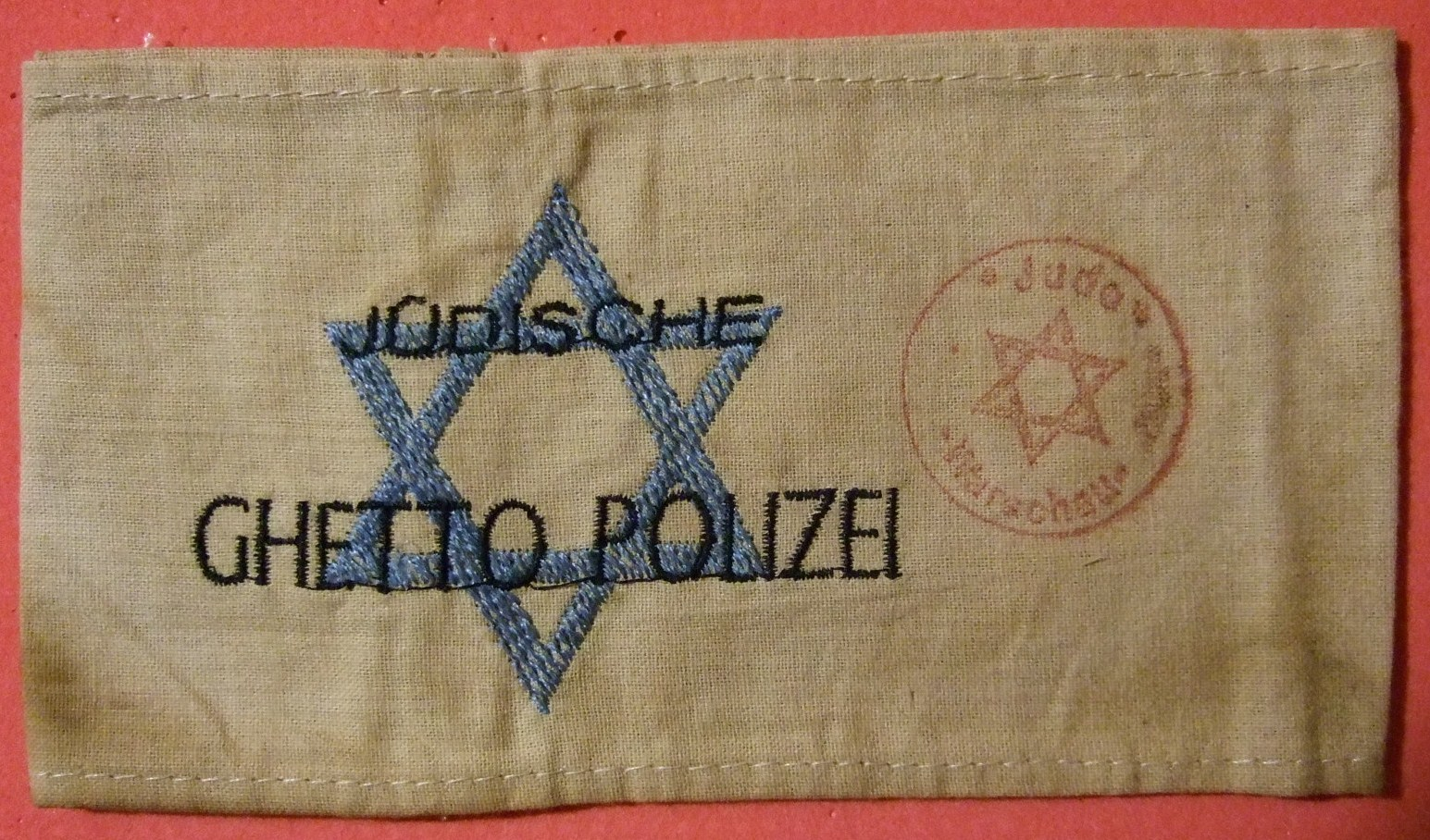
شارة رمز اليهودية وطبع عليها باللغة الألمانية "اليهود .. شرطة غيتو".

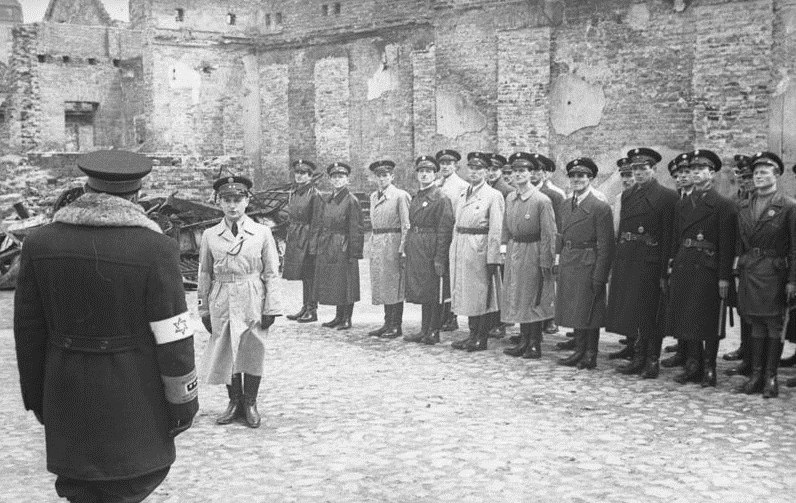
أفراد الشرطة اليهودية غيتو البولنديين.

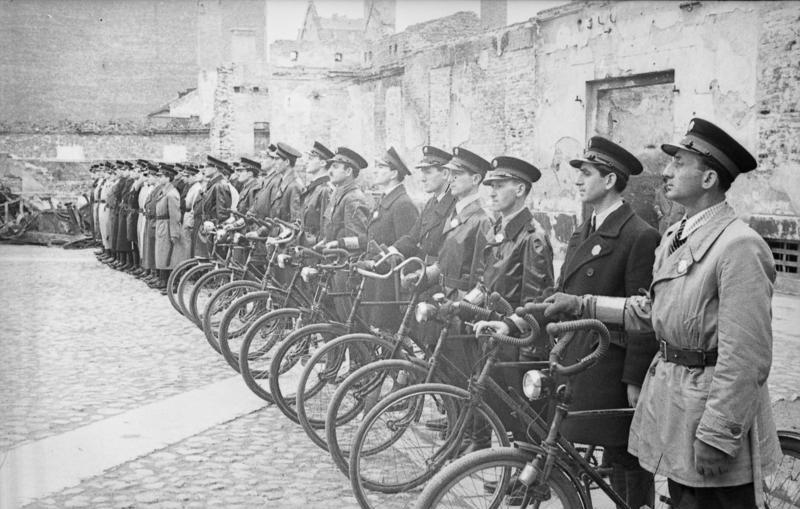
أفراد الشرطة اليهودية البولنديين يستخدمون الدراجات الهوائية.

شرطة غيتو اليهودية (بالألمانية: Jüdischer Ordnungsdienst) هم مواطني بولندا من اليهود والذين أجبروا على الانضمام لشرطة غيتو البولندية، وكانوا يهدفون لجمع الكثير من اليهود في العاصمة البولندية وارسو بأمر من القيادة النازية ، وطلبهم لترحيل اليهود إلى معسكرات الاعتقال، ويرتدون الشارة اليهودية والنظام الألماني في بولندا لا يسمح اليهود بحمل السلاح الناري على الإطلاق.
وتجنيد الشرطة اليهودية بدأت نشاطها عام 1941م، وانتهت عام 1943م.

## مصدر
1. ↑  "Judischer Ordnungsdienst". Museum of Tolerance. مركز سيمون فيزنتال. مؤرشف من الأصل في 2020-03-28. اطلع عليه بتاريخ 2008-01-14.